# Monte Gongga

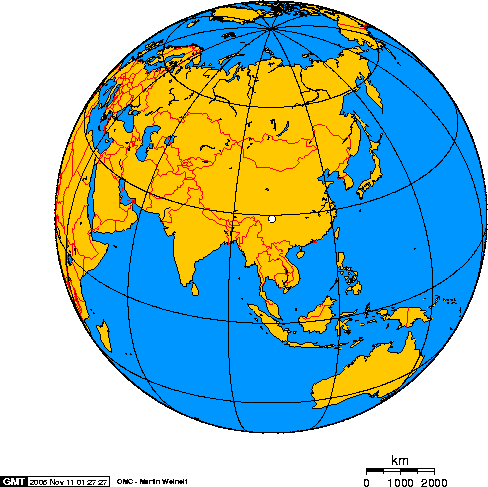
Proyección ortográfica centrada en Gongga Shan

El monte Gongga (en chino tradicional, 貢嘎山; en chino simplificado, 贡嘎山; pinyin, Gònggá Shān), también conocido como Minya Konka (pinyin tibetano kham: Mi'nyâg Gong'ga Riwo), es la montaña más alta en la provincia de Sichuan (China). Situado en la cordillera Daxue Shan, parte de la región montañosa de Hengduan, el monte Gongga es el pico 7.000 más oriental en el mundo y el tercer pico más alto fuera de los Himalayas/Karakórum, después del Tirich Mir y el Kongur Tagh.
El pico tiene un gran relieve vertical sobre las cercanas y profundas gargantas.

## Historia

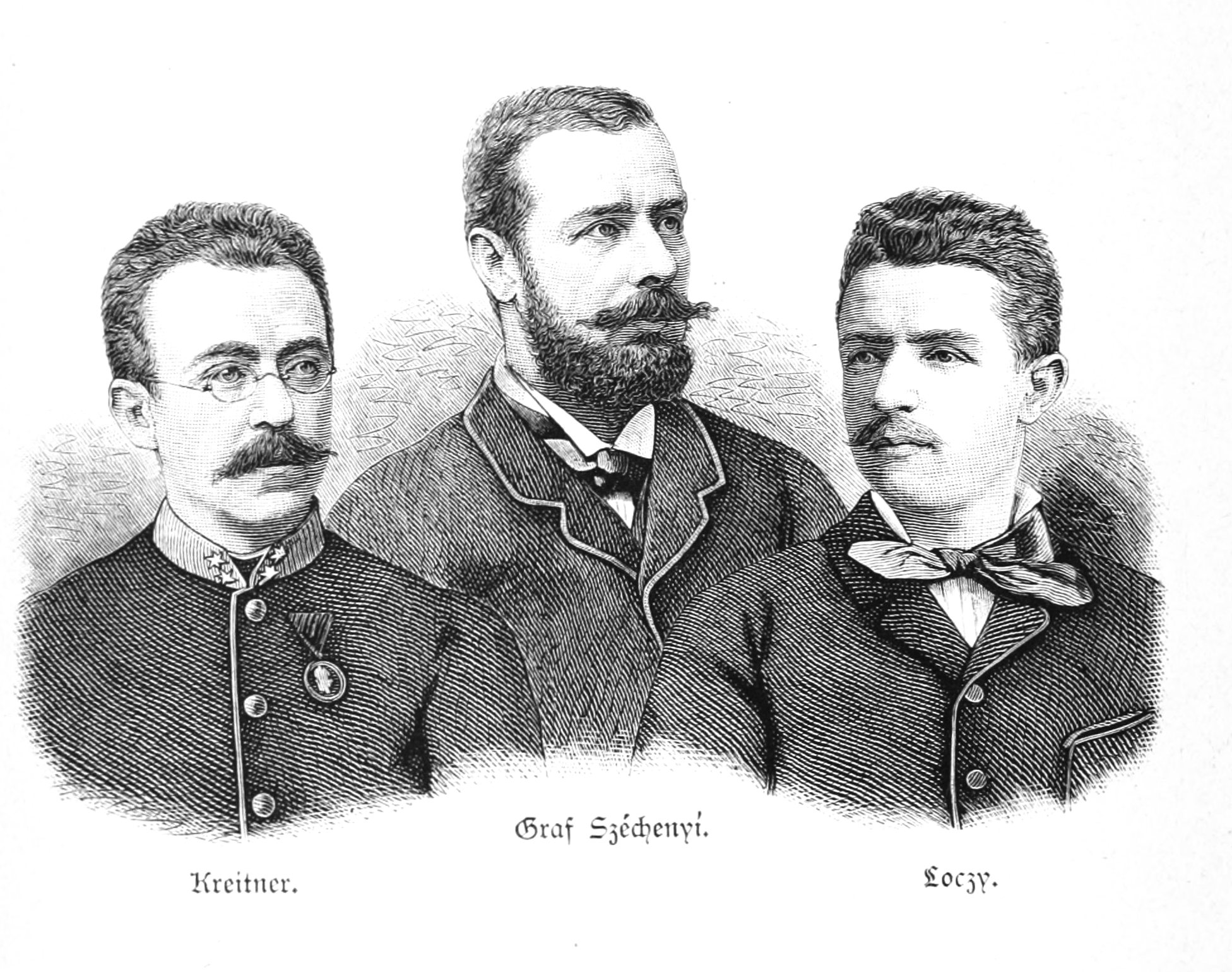
Gustav Kreitner, Béla Széchenyi y Lajos Lóczy dirigieron una expedición a Asia interior entre 1877 y 1880. Kreitner realizó la primera medición de la altura de la montaña.

La montaña, bajo el nombre de Bokunka, fue medida por primera vez a larga distancia por Gustav Kreitner, miembro de la expedición a Asia interior de Béla Széchenyi entre 1877 y 1880. Este estudio cifraba la altitud del pico en 7600 metros. Cuarenta y cinco años después, la montaña, esta vez llamada Gang ka, fue dibujada desde la distancia por el misionero protestante de China Inland Mission, James Huston Edgar.
En 1930 el explorador Joseph Rock, haciendo un intento para medir su altitud, calculó erróneamente su altitud como 9220 metros y telegrafió la National Geographic Society para anunciar el Minya Konka como la montaña más alta del mundo. Esta medición fue vista con desconfianza desde el principio, y la decisión de la National Geographic Society de comprobar los cálculos de Rock antes de la publicación fue bien fundada. Después de la exposición de la National Geographic Society, Rock redujo la afirmación a 7.803 m en su publicación formal. En 1930 el geógrafo suizo Eduard Imhof midió 7590 m.
Un segundo, mejor equipado grupo americano regresó en 1932, e hizo una medición precisa del pico y sus alrededores. Su medición de la altitud de la cima coincidió con la cifra de Imhof de 7.590 m. Dos miembros (Terris Moore y Richard Burdsall) de esta paqueña expedición (sólo cuatro miembros alpinistas, incluyendo Arthur B. Emmons y Jack T. Young) lograron ascender hasta la cima. Comenzaron en el lado oeste de la montaña y escalaron la cresta nororiental. 
Este fue un logro notable en la época, considerando la altitud de la montaña, su lejanía, y el pequeño tamaño del grupo. Además, este pico fue la cima más alta alcanzada por americanos hasta 1958 (aunque los americanos para entonces habían ascendido a puntos más altos no cumbre). El libro escrito por los miembros de la expedición, "Men Against The Clouds", permanece como un clásico del montañismo.  
El Himalayan Index enumera cinco ascensiones adicionales del Gongga Shan, y siete intentos fallidos. Un número de muertes han ocurrido en el Gongga Shan, por lo que ganó la reputación como una montaña difícil y peligrosa. En 1981, ocho alpinistas japoneses murieron después de una ascensión exitosa. Hasta 1999, más alpinistas han muerto intentando escalar la montaña que los que han alcanzado la cima.